# سینمای افغانستان
سینما برای نخستین‌بار در اوایل سده ۲۰ (میلادی) به افغانستان وارد شد. اما با مخالفت‌های حاکمان سیاسی زمینهٔ خوبی برای رشد آن فراهم نشد. فیلم‌سازی در افغانستان در سدهٔ بیستم نوسانات زیادی داشت و در دهه‌های ۱۳۴۰ تا ۱۳۶۰ خورشیدی با تاسیس افغان‌فلم اوج گرفت. اما در حکومت‌های بعدی افول کرد. فیلم‌های بسیار کمی با کیفیت بالا در این کشور ساخته شد. پس از سقوط طالبان و آزاد شدن رسانه‌ها در افغانستان، سینمای افغانستان دوباره آغاز به کار کرد.
افغان‌فلم هم از نظر تاریخی و هم از نظر هنر و سینما اهمیت تاریخی زیادی برای افغانستان دارد. بایگانی این نهاد فیلم‌های مستند دوران جنگ جهانی اول و جنگ افغان- انگلیس و سفر‌های امان‌الله شاه از آغاز حکومت او در سال ۱۹۱۹ میلادی را در بر می‌گیرد. فعالیت اداره افغان‌فلم، همواره زیر تاثیر فضای سیاسی و تحولاتی بود که با تغییر رژیم‌ها در افغانستان اتفاق افتاده ‌است.
از حدود سال‌های ۲۰۰۲ به بعد با کمک سازمان‌های فرهنگی بین‌المللی، اوضاع سینمایی افغانستان کمی بهبود یافت. اگرچه هم‌اکنون تنها ۱۷ سالن نمایش فیلم در افغانستان وجود دارد و عمدهٔ ساخت‌وسازهای محدود سینماگران افغانستانی نیز در بیرون از افغانستان انجام می‌گیرد. در سال‌های اخیر سرزمین افغانستان محل رفت‌وآمد فیلم‌سازان و مستندسازان زیادی بوده‌است. با این‌همه به دلیل نبود امنیت کافی هنوز نمی‌توان با اطمینان خاطر در این کشور به سینما پرداخت.
پس از بازگشت طالبان به قدرت در افغانستان در اوت ۲۰۲۱ (اسد ۱۴۰۰) فعالیت‌های سینمایی به‌شدت محدود شده‌اند. بسیاری از سینماها تعطیل شده، فیلم‌سازان مستقل کشور را ترک کرده یا به فعالیت‌های زیرزمینی روی آورده، و تولید فیلم به‌طور محسوسی کاهش یافت. طالبان پخش بسیاری از فیلم‌ها و برنامه‌های تصویری را ممنوع اعلام کردند و سانسور گسترده‌ای بر رسانه‌های تصویری اعمال می‌شود. همچنین نقش زنان در تولید و نمایش فیلم تقریباً به‌طور کامل حذف شده‌است. با وجود این، شماری از فیلم‌سازان افغان، در تبعید یا در خفا همچنان به تولید آثار سینمایی درباره افغانستان ادامه می‌دهند.
یکی از فیلم‌های سینمایی که در افغانستان خیلی طرف‌دار پیدا کرد و مدت شش یا بیش‌تر از آن نمایش داده شد، فیلم بر باد رفته بود.

## پیشینه

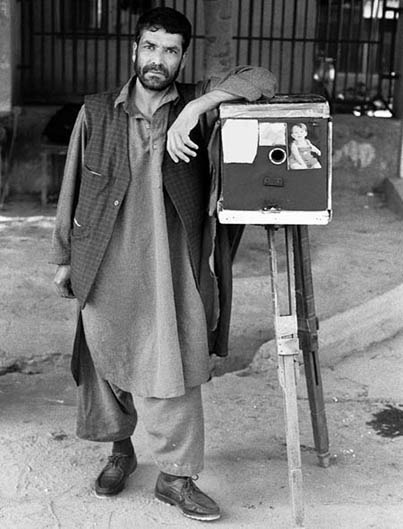
کمره جعبه‌ای در افغانستان

داستان ورود نخستین پروژکتور سینما به افغانستان هنوز مشخص نیست. ولی بنابر روایاتی نخستین پروژکتور در سال‌های ۱۹۱۴ یا ۱۹۱۵ توسط وایسرای هند بریتانیا به حبیب‌الله خان هدیه داده شده‌بود. اما اسناد رسمی نشان می‌دهند که امان‌الله شاه برای نخستین‌بار در سال ۱۹۲۸ پروژکتور سینمایی را با خودش از سفر اروپا وارد افغانستان کرد. در این سال نخستین فیلم در پغمان در میان عموم مردم برای نخستین‌بار اکران شد. نخستین سینمای افغانستان سینما بهزاد نام داشت. زیر فشار روحانیون سینما بهزاد و در میان سال‌های ۱۳۰۸ تا ۱۳۱۱ کاملاً بسته شد و پس از کشته شدن شاه حبیب‌الله کلکانی، نادرخان شاه نو افغانستان سیاست روحانیون را پیش گرفته و سینماها تا پایان حکومت وی بسته ماندند.
در اوایل، سینمای افغانستان فقط شامل فیلم‌های خبری از کار و فعالیت دولت بوده و اندکی هم فیلم مستند ساخته می‌شد. می‌توان گفت در افغانستان همواره سوژه‌های فیلم‌های سینمایی سیاسی و در هر دوره ابزار دست دولت بوده‌است.

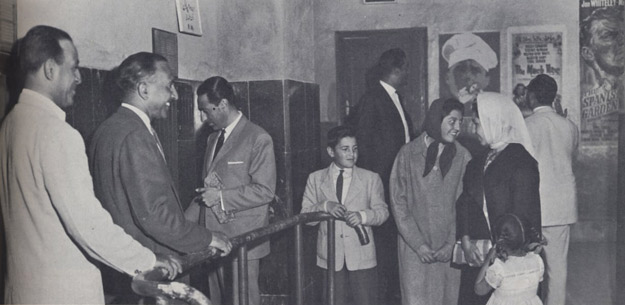
سینما پارک کابل دهه ۱۹۵۰ میلادی

پس از به قدرت رسیدن محمد ظاهرشاه در سال ۱۳۱۲ سینماها دوباره باز شده و بیشتر فیلم‌های صامت هندی را نمایش می‌دادند. سال بعد در ۱۹۴۶ نخستین فیلم ساخت افغانستان به نام عشق و دوستی با همکاری سینماگران هندوستان در لاهور ساخته شد که مورد استقبال زیاد تماشاگران قرار گرفت. همزمان با آن در ریاست مستقل مطبوعات که بعدها وزارت اطلاعات و فرهنگ جای آنر گرفت، ادارهٔ عکاسی و فیلم‌برداری ایجاد شد و کار آن تولید فیلم‌های خبری و چند مستند گزارشی بود. عدم موجودیت لابراتوار باعث می‌شد تا این فیلم‌ها در آمریکا چاپ شوند. استقبال بی‌نظیر از نمایش فیلم داستانی مستند مانند عقاب به کارگردانی فیض‌محمد خیرزاده در سال ۱۹۶۴ انگیزه‌ای شد تا ظاهرشاه توجه بیشتری به سینما در افغانستان نشان دهد. چندی بعد در سال ۱۹۶۸، مؤسسهٔ افغان‌فلم که یک سازمان مستقل بود با همکاری آژانس توسعه بین‌المللی ایالات متحده راه‌اندازی شد که یک لابراتوار کوچک برای چاپ و ظهور فیلم‌های سیاه و سفید داشت.
اوج شکوفایی سینمای افغانستان دهه‌های ۱۳۴۰ تا ۱۳۶۰ خورشیدی بود که از حکومت محمد داوود خان آغاز شد، در دوران حکومت چپ‌ها (جمهوری دموکراتیک افغانستان) به اوج رسید و با سقوط حکومت محمد نجیب‌الله روبه زوال رفت. با آغاز جنگ‌های داخلی، سینما نیز زیر حمله توپ و تانک قرار گرفت و در دورهٔ طالبان ممنوع شد.
در سراسر افغانستان ۱۱۷ تالار سینما وجود داشت که امروز نزدیک به ۹۰ درصد آن‌ها یا ویران شده‌اند، یا توسط مقامات تصاحب شده‌اند، یا اگر هنوز هم پابرجا باشند، تبدیل به انبار شده‌اند.

## دورهٔ طالبان
در دورهٔ طالبان گرفتن عکس، فیلم و بازدید از سینما به کلی ممنوع بود. طالبان چند فیلم و اسناد سینمایی را در نزدیک تعمیر افغان‌فلم به آتش کشیدند. گاه دوستداران سینما، نوارهای فیلم را زیر خاک مدفون می‌کردند تا از سوختن در امان باشد. همین مورد سوژه یکی فیلم ایرانی به نام گل‌چهره به کارگردانی و نویسندگی وحید موسائیان محصول سال ۱۳۸۹ شد.

## دوره جمهوریت
پس از سال ۲۰۰۲ تولید فیلم‌های سینمایی در افغانستان رونق گرفت. در این هنگام تعدادی از تحصیل‌کرده‌های سینمایی به کشور بازگشته و بازار خوب دارند.
در دوره جمهوریت در سراسر افغانستان تنها ۱۶ سینما وجود داشت که یازده تای آن‌ها (شامل پنج سینمای کلاسیک و شش سینمای کوچک سه‌بعدی) در کابل هستند. ۲ سینمای کوچک سه‌بعدی در شهر هرات و دو سینمای کوچک سه‌بعدی در شهر مزار شریف و یک سینمای سه‌بعدی در شهر قندوز فعال بودند. از این ۱۶ سینما چهار سینمای کلاسیک با تالارهای نسبتاً بزرگ (سینما آریانا، سینما پارک، سینما پامیر و سینمای خیرخانه) متعلق به دولت بودند. سینمای تیمورشاهی کلاسیک و شخصی است. باقی سینماها خصوصی بودد. سینماهای زیادی در کابل وجود داشتند. اما مانند سینما بهارستان و سینما آریوب به دلیل نبود تماشاگر بسته شده‌اند.
صدیق برمک یکی از موفق‌ترین کارگردان فیلم در افغانستان است. فیلم‌های او برندهٔ جوایز بین‌المللی شده‌اند. فیلم اسامه از ساخته‌های او برندهٔ جایزهٔ گلدن گلوب سال ۲۰۰۴ آمریکا شد.
فیلم لالهٔ سیاه به کارگردانی سونیا ناصری کول برای کسب جایزهٔ اسکار بهترین فیلم خارجی‌زبان نمایندهٔ افغانستان در هشتاد و سومین دورهٔ جوایز اسکار بود اما به فهرست نهایی راه نیافت.

## سینمای افغانستان در خارج از کشور
در پی جنگ‌های طولانی در این کشور بیشتر هنرمندان مجبور به ترک افغانستان شدند. به همین دلیل فیلم‌های افغانستانی زیادی در خارج از این کشور ساخته شدند که از میان آنها می‌تواند به آثاری مانند شرین گل و شیر آقا، در سرزمین بیگانه، سه دوست، شکست، نخستین پیروزی-۱۳۶۷، زندان-۱۳۶۸، آخرین حرف-۱۳۶۹ و وسوسه-۱۳۷۰ قابل‌اشاره‌اند.
همچنین افغانستان با دارا بودن اشتراک مهم با شبه قاره هند، همواره دارای ارتباط بسیار خوبی با سینمای بالیوود بوده است. هندی‌ها فیلم‌های زیادی را در افغانستان ساخته‌اند. از مهم‌ترین آن‌ها می‌توان به Dharmatma در سال ۱۹۷۵ و خداگوا در سال ۱۹۸۸ و فرار از دست طالبان ۲۰۰۳ و کابل اکسپرس ۲۰۰۶ اشاره کرد.

## فیلم‌هایی که تمام یا بخشی از آن در افغانستان واقع شدند
این فهرست بر اساس حروف الفبای فارسی تنظیم شده‌است:
- ۰۲۱ (فیلم)
- ۱۲ نیرومند
- آدم پرهیزکار
- اسامه (فیلم)
- بادبادک‌باز (فیلم)
- بازمانده (فیلم ۲۰۱۵)
- بچه کابل
- برادران (فیلم ۲۰۰۴)
- پانی‌پت (فیلم)
- تک‌تیرانداز آمریکایی (فیلم)
- تنها بازمانده
- جک رایان: سرباز سایه
- چشم عقاب (فیلم ۲۰۰۸)
- خاک و خاکستر
- خدا گواه
- در این جهان
- ده (فیلم ۲۰۱۳)
- ربوده‌شده ۳
- رمبو ۳
- روزهای روشن زندگی
- سفر قندهار
- سگ‌های جنگی
- سنگ صبور (فیلم ۲۰۱۲)
- سوارکاران (فیلم ۱۹۷۱)
- سی دقیقه پس از نیمه‌شب
- شش زیرزمینی
- طوفان جهانی
- عملیات استانبول
- قصبه را بلرزان (فیلم)
- قندهار (فیلم ۲۰۱۰)
- کابل اکسپرس
- کجکی
- کد منبع (فیلم)
- لوک افغان
- مرد آهنی (فیلم ۲۰۰۸)
- مرد بزرگ (فیلم ۲۰۱۴)
- مردی که می‌خواست سلطان باشد (فیلم)
- نان‌آور (فیلم)
- ویسکی تانگو فاکسترات (فیلم)
- هیولا (فیلم ۲۰۰۸)
- جنگ تریاک (فیلم ۲۰۰۸)
- سیبی از بهشت (فیلم ۲۰۰۹)
- همسایه(فیلم ۲۰۱۰)